# Toride
Toride (japanska: 取手市 ?, Toride-shi) är en stad i Ibaraki prefektur i Japan. Staden fick stadsrättigheter 1970.